# جامعة ودج التقنية
جامعة ودج التقنية جامعة حكومية تقنية في وودج، بولندا. أنشئت بعد الحرب العالمية الثانية مباشرة في 24 مايو 1945م وتطورت لتصبح واحدة من أكبر الجامعات التقنية في بولندا. كانت في الأصل تقع في مبنى مصنع قديم، وتغطي اليوم مساحة تقارب 200,000 متر مربع ولها أكثر من 70 مبنى منفصل يقع معظمها في منطقة الجامعة الرئيسية. يدرس بها حالياً ما يقرب من 15000 طالب ويبلغ عدد موظفيها بما فيهم الأكاديمين حوالي 3000 موظف.

## خريجون من الجامعة
- كارولينا بيلافسكا (مواليد 1999) الفائزة بلقب ملكة جمال العالم 2021.